# Przemysław Płacheta
Przemysław Płacheta (Łowicz, 23 maart 1998) is een Pools voetballer die doorgaans speelt als linksbuiten. In juli 2024 verruilde hij Swansea City voor Oxford United. Płacheta maakte in 2020 zijn debuut in het Pools voetbalelftal.

## Clubcarrière
Płacheta speelde in de jeugd van Pelikan Łowicz, waarna hij via ŁKS Łódź en UKS SMS Łódź bij Polonia Warschau terechtkwam. In 2015 werd hij overgenomen door RB Leipzig, waar hij twee seizoenen in de jeugd speelde. Hierna verkaste hij transfervrij naar Sonnenhof Großaspach. Voor deze club was hij maar een half seizoen actief, omdat hij vanwege een ziekte van zijn moeder terugkeerde naar Polen en voor Pogoń Siedlce ging spelen. In de zomer van 2018 verkaste de vleugelspeler naar Podbeskidzie. Zijn periode hier duurde één seizoen, voor hij tekende voor Śląsk Wrocław. Voor deze club maakte Płacheta zijn debuut in de Ekstraklasa op 20 juli 2019, op bezoek bij Wisła Kraków. Door een doelpunt van Dino Štiglec werd met 0–1 gewonnen en Płacheta mocht van trainer Vítězslav Lavička de gehele wedstrijd spelen. Zijn eerste doelpunt volgde op 24 augustus van dat jaar, toen hij op bezoek bij Lechia Gdańsk acht minuten voor rust de score opende. Door een tegendoelpunt van Sławomir Peszko zou het uiteindelijk 1–1 worden.
In de zomer van 2020 maakte Płacheta voor een bedrag van circa drie miljoen euro de overstap naar Norwich City, waar hij zijn handtekening zette onder een verbintenis voor de duur van vier seizoenen. Hij werd de eerste Poolse speler in de geschiedenis van de club. In zijn eerste jaar in Engeland promoveerde hij met Norwich naar de Premier League. Hieruit degradeerde de club ook weer na een jaar, waarop Płacheta verhuurd werd aan Birmingham City. Deze verhuurperiode werd in de winterstop beëindigd. In januari 2024 liet de Pool Norwich achter zijn; hij tekende een contract voor een half seizoen bij competitiegenoot Swansea City. In de zomer van datzelfde jaar werd Płacheta speler van Oxford United.

## Clubstatistieken
| Seizoen | Club                 | Competitie     | Competitie | Competitie | Beker | Beker | Internationaal | Internationaal | Totaal | Totaal |
| Seizoen | Club                 | Competitie     | Wed.       | Dlp.       | Wed.  | Dlp.  | Wed.           | Dlp.           | Wed.   | Dlp.   |
| ------- | -------------------- | -------------- | ---------- | ---------- | ----- | ----- | -------------- | -------------- | ------ | ------ |
| 2017/18 | Sonnenhof Großaspach | 3. Liga        | 2          | 0          | 0     | 0     | —              | —              | 2      | 0      |
| 2017/18 | Pogoń Siedlce        | I liga         | 11         | 2          | 0     | 0     | —              | —              | 11     | 2      |
| 2018/19 | Podbeskidzie         | I liga         | 23         | 6          | 2     | 0     | —              | —              | 25     | 6      |
| 2019/20 | Śląsk Wrocław        | Ekstraklasa    | 35         | 8          | 0     | 0     | —              | —              | 35     | 8      |
| 2020/21 | Norwich City         | Championship   | 26         | 1          | 2     | 0     | —              | —              | 28     | 1      |
| 2021/22 | Norwich City         | Premier League | 12         | 0          | 2     | 0     | —              | —              | 14     | 0      |
| 2022/23 | → Birmingham City    | Championship   | 5          | 1          | 0     | 0     | —              | —              | 5      | 1      |
| 2023/24 | Norwich City         | Championship   | 16         | 0          | 3     | 1     | —              | —              | 19     | 1      |
| 2023/24 | Swansea City         | Championship   | 10         | 0          | 0     | 0     | —              | —              | 10     | 0      |
| 2024/25 | Oxford United        | Championship   | 32         | 3          | 1     | 0     | —              | —              | 32     | 3      |
| Totaal  | Totaal               | Totaal         | 182        | 21         | 10    | 1     | 0              | 0              | 196    | 24     |

Bijgewerkt op 3 mei 2025.

## Interlandcarrière
Płacheta maakte zijn debuut in het Pools voetbalelftal op 11 november 2020, toen een vriendschappelijke wedstrijd gespeeld werd tegen Oekraïne. Door doelpunten van Krzysztof Piątek en Jakub Moder won Polen het duel met 2–0. Płacheta mocht van bondscoach Jerzy Brzęczek in de basisopstelling beginnen en hij werd negen minuten voor tijd gewisseld ten faveure van Sebastian Szymański. De andere Poolse debutant dit duel was Robert Gumny (FC Augsburg). Płacheta werd in mei 2021 door bondscoach Paulo Sousa opgenomen in de selectie voor het uitgestelde EK 2020. Op dit toernooi werd Polen uitgeschakeld in de groepsfase, na nederlagen tegen Slowakije (1–2) en Zweden (3–2) en een gelijkspel tegen Spanje (1–1). Płacheta speelde alleen tegen Zweden mee. Zijn toenmalige teamgenoten Teemu Pukki (Finland), Tim Krul (Nederland) en Grant Hanley (Schotland) waren ook actief op het EK.
| Interlands van Przemysław Płacheta voor Polen | Interlands van Przemysław Płacheta voor Polen | Interlands van Przemysław Płacheta voor Polen | Interlands van Przemysław Płacheta voor Polen | Interlands van Przemysław Płacheta voor Polen | Interlands van Przemysław Płacheta voor Polen |
| №                                             | Datum                                         | Wedstrijd                                     | Uitslag                                       | Competitie                                    | Goals                                         |
| Als speler bij Norwich City                   | Als speler bij Norwich City                   | Als speler bij Norwich City                   | Als speler bij Norwich City                   | Als speler bij Norwich City                   | Als speler bij Norwich City                   |
| --------------------------------------------- | --------------------------------------------- | --------------------------------------------- | --------------------------------------------- | --------------------------------------------- | --------------------------------------------- |
| 1                                             | 11 november 2020                              | Polen – Oekraïne                              | 2 – 0                                         | Vriendschappelijk                             |                                               |
| 2                                             | 18 november 2020                              | Polen – Nederland                             | 1 – 2                                         | Nations League 2020/21                        |                                               |
| 3                                             | 18 maart 2021                                 | Polen – Andorra                               | 3 – 0                                         | WK 2022 kwalificatie                          |                                               |
| 4                                             | 8 juni 2021                                   | Polen – IJsland                               | 2 – 2                                         | Vriendschappelijk                             |                                               |
| 5                                             | 23 juni 2021                                  | Zweden – Polen                                | 3 – 2                                         | EK 2020                                       |                                               |
| 6                                             | 9 oktober 2021                                | Polen – San Marino                            | 5 – 0                                         | WK 2022 kwalificatie                          |                                               |
| 7                                             | 15 november 2021                              | Polen – Hongarije                             | 1 – 2                                         | WK 2022 kwalificatie                          |                                               |

Bijgewerkt op 18 juli 2024.